# Liste der denkmalgeschützten Objekte in Nesselwängle
Die Liste der denkmalgeschützten Objekte in Nesselwängle enthält die 5 denkmalgeschützten, unbeweglichen Objekte der Gemeinde Nesselwängle.

## Denkmäler
| Foto |                 | Denkmal | Standort                                      | Beschreibung | Metadaten |
| ---- | --------------- | --- | --------------------------------------------- | --- | --- |
| ja   | Datei hochladen | Ortskapelle hl. Johannes der Täufer HERIS-ID: 55417 Objekt-ID: 64066 TKK: 25524                                                                     | Haller 5, neben Standort KG: Nesselwängle     | Die Kapelle mit einem Glockendachreiter wurde 1730/31 erbaut. Der frühbarocke Hochaltar von 1641 ist weitgehend erhalten, umfasst aber auch ein Gemälde aus dem Jahr 1958. | BDA-Hist.: Q38065406 Status: § 2a Stand der BDA-Liste: 2025-06-30 Name: Ortskapelle hl. Johannes der Täufer GstNr.: .9/2 Johanneskapelle Haller |
| ja   | Datei hochladen | Kath. Pfarrkirche Unsere Liebe Frau Mariae Himmelfahrt, Friedhof m. Friedhofskapelle und Kriegerdenkmal HERIS-ID: 55736 Objekt-ID: 64546 TKK: 25521 | Nesselwängle 3, bei Standort KG: Nesselwängle | Die Pfarrkirche geht im Kern wahrscheinlich in die Spätromanik zurück, zeigt seit einem teilweisen Neubau im Jahr 1722 aber ein vorwiegend barockes Aussehen. An das vierjochige einschiffige Langhaus schließen ein eingezogener Chor sowie nördlich des Chors der Turm an. Von der Neueinrichtung des Innenraums nach einem Brand 1882 sind noch Kanzel, Kreuzwegstationen und Fresken von Johann Kärle erhalten. Der Hochaltar sowie die Figuren der Seitenaltäre entstanden 1954. - Die Kriegergedächtnisstätte von 1951 ist in einer Kapelle südlich der Straße untergebracht. | BDA-Hist.: Q38067554 Status: § 2a Stand der BDA-Liste: 2025-06-30 Name: Kath. Pfarrkirche Unsere Liebe Frau Mariae Himmelfahrt, Friedhof m. Friedhofskapelle und Kriegerdenkmal GstNr.: .26, .27, .28, 1450, 1449 Pfarrkirche Mariä Himmelfahrt (Nesselwängle) |
| ja   | Datei hochladen | Widum HERIS-ID: 65965 Objekt-ID: 78834 TKK: 33494                                                                                                   | Nesselwängle 51 Standort KG: Nesselwängle     | Der zweigeschoßige Bau aus der ersten Hälfte des 19. Jahrhunderts ist mit einem Satteldach gedeckt und besteht aus einem gemauerten Wohnteil und einem aus Holz errichteten Wirtschaftsteil. Über dem Eingang befindet sich ein Wandbild mit der Darstellung der hl. Notburga, zwischen den Geschoßen ein Gesimsband mit Inschrift aus der zweiten Hälfte des 19. Jahrhunderts. | BDA-Hist.: Q38112168 Status: § 2a Stand der BDA-Liste: 2025-06-30 Name: Widum GstNr.: .25 Widum, Nesselwängle |
| ja   | Datei hochladen | Ortskapelle hl. Dreifaltigkeit HERIS-ID: 55821 Objekt-ID: 64681 TKK: 25526                                                                          | Rauth 12, bei Standort KG: Nesselwängle       | Die rechteckige Kapelle mit Dachreiter wurde im Jahr 1726 erbaut. Der Hochaltar enthält ein Gemälde der Heiligen Dreifaltigkeit aus der Zeit zwischen 1680 und 1700. | BDA-Hist.: Q38068094 Status: § 2a Stand der BDA-Liste: 2025-06-30 Name: Ortskapelle hl. Dreifaltigkeit GstNr.: .97 Dreifaltigkeitskapelle Rauth |
| ja   | Datei hochladen | Wegkapelle Mariahilf HERIS-ID: 55820 Objekt-ID: 64680 TKK: 25525                                                                                    | Standort KG: Nesselwängle                     | Die rechteckige Wegkapelle mit Glockendachreiter steht an der Abzweigung der Straße nach Rauth. Das Gemälde der Maria mit Kind entstand Ende des 19. Jahrhunderts. | BDA-Hist.: Q38068084 Status: § 2a Stand der BDA-Liste: 2025-06-30 Name: Wegkapelle Mariahilf GstNr.: .165 Wegkapelle Mariahilf, Nesselwängle |